# Aubári
Aubári (berber Ubari, arab أوباري) berber nyelvű oázisváros Líbia délnyugati Fezzaán régiójában, Vádi el-Haját tartomány székhelye. Korábban a délnyugati Aubári baladíja (kerület) székhelye volt. A Szahara Idehan Aubári nevű részében található. Lakossága 2009-ben mintegy 35 ezer volt.
Az Aubári repülőteret katonai és polgári célokra egyaránt használják.

## Földrajza
A Targa-völgyben helyezkedik el, a Messzak Szattafat fennsík és az Idhan Ubari erg (homoksivatag) dűnéi és tavai közt, 468 méteres tengerszint feletti magasságban. Őshonos növényei közé tartoznak a természetes források táplálta tavak partjain a különféle perjefüvek és a datolyapálmák (Phoenix dactylifera).
Gát város mellett a Kel Ajjer tuareg törzs legfontosabb központja. A szomszédos falvak közé tartozik  Dzserma és Garran.
Aubári a világ egyik legnaposabb és legszárazabb területén fekszik. Éghajlata forró sivatagi: a telek rövidek és nagyon melegek, a nyarak hosszúak és szélsőségesen forrók. Az átlagos éves csapadék 8 milliméter, a legalacsonyabb a bolygón, és évtizedek is eltelhetnek eső nélkül. A napsütés az éjszaka kivételével állandó, az ég minden nap és évszakban mindig tiszta. A felhők nagyon ritkák. Június és szeptember közt 40 °C (104 °F) feletti az átlagos hőmérsékleti maximum.

## Fordítás
Ez a szócikk részben vagy egészben  az   Ubari című angol Wikipédia-szócikk ezen változatának fordításán alapul.  Az eredeti cikk szerkesztőit annak laptörténete sorolja fel. Ez a jelzés csupán a megfogalmazás eredetét és a szerzői jogokat jelzi, nem szolgál a cikkben szereplő információk forrásmegjelöléseként.